# 小川尚義

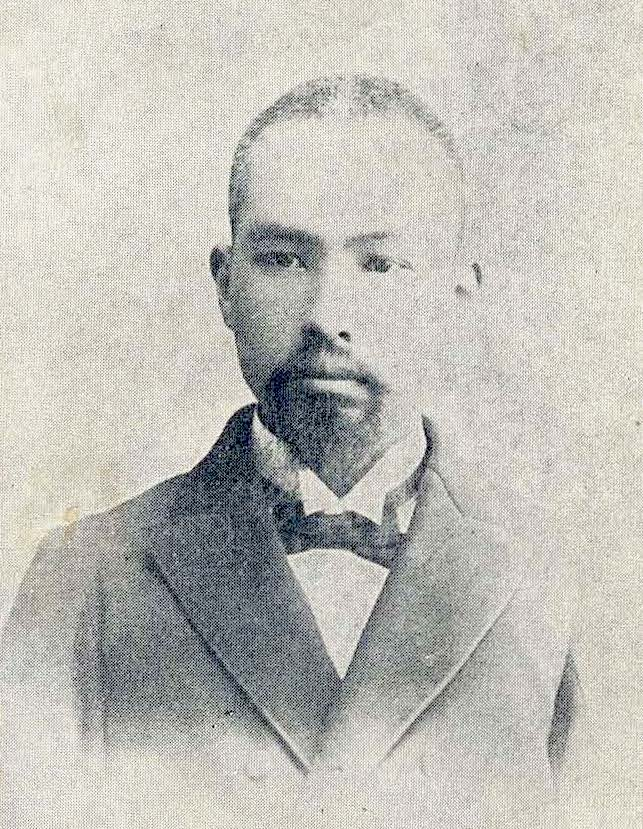
小川尚義

小川 尚義（おがわ なおよし、明治2年2月9日（1869年3月21日） - 昭和22年（1947年）11月20日）は明治から昭和前期の言語学者、台湾語と台湾諸語研究者、辞書編纂者。台北帝国大学名誉教授。

## 来歴
1869年（明治2年）2月9日（新暦では3月21日）、伊予国温泉郡（現在の愛媛県松山市勝山町）に士族・丹下尚逸・ムラの三男として生まれる。1872年（明治5年）5月、松山・御宝町77番地（現在の松山市一番町2丁目3番）の小川武一の養子になる。1883年（明治16年）、松山中学を卒業する。1887年（明治20年）9月、第一高等中学校予科に入学。正岡子規と親しくなる。しかし1889年には脚気のため一時休学、留年。1891年に本科一部（文科）に進学。
1893年（明治26年）9月、帝国大学文科大学博言学科（現東京大学文学部言語学科）入学、上田万年に師事。1896年（明治29年）、帝国大学文科大学博言学科を卒業。同年10月、台湾総督府学務部に勤務。台湾語、ついで台湾原住民諸言語について研究。台湾総督府国語学校（現在の国立台北教育大学、台北市立教育大学等）教授、台北高等商業学校校長兼任。1930年（昭和5年）、台北帝大文政学部教授に就任。1936年（昭和11年）、台北帝大を退官。学士院恩賜賞を受賞。故郷松山に帰り晩年は下掛宝生流謡曲に親しむ。 
1947年（昭和22年）11月20日没。

## 栄典
- 1916年（大正5年）5月30日 - 正五位[1]

## 家族・親族
- 長男（第4子）：小川太郎は戦後同和教育の一人者で全国部落問題研究協議会会長も務め、日本作文の会にも関わった。
- 五女（第7子）吉野義子(松山市在住)は俳人。

## 交友・エピソード
- 有名な俳人正岡子規は松山中学、一高、帝大の先輩にあたり、一高時代から交友ができた。小川が帝大を卒業した1896年7月に帰省する前、子規と会い、「十年の汗を道後のゆに洗へ」の句を贈られた。（道後温泉「椿の湯」湯釜にも刻印されているが、そこでは「ゆ」が「温泉」となっている）
- 夏目漱石（一高で2年上）
- 正岡子規（松山中学で3級＝1年半上、一高で2年上）
- 秋山真之（母方親戚筋、松山中学で1級＝半年上）
- 勝田主計（松山中学で2級＝1年下、一高で同級）
- 三並良（松山出身の牧師、ドイツ哲学者、小川にキリスト教入信を勧めた）
- 浅井恵倫（言語学者、弟子）

## 著作
- 『日台小辞典』（1897；上田万年との共著）
- 『日台大辞典』（台湾総督府編、1907）
- 『パイワン語集』（台湾総督府編、1930）
- 『アタヤル語集』（台湾総督府編、1931）
- 『台日大辞典』（台湾総督府編、上：1931、下：1932）
- 『アミ語集』（台湾総督府編、1933）
- 『原語による台湾高砂族伝説集』（台北帝国大学言語学研究室編、1935；浅井恵倫との共同調査をまとめたもの）
- 『新訂日台大辞典』（台湾総督府編、1938上巻のみ刊行）

## 関連資料
- 東京外国語大学アジア・アフリカ言語文化研究所編　『小川尚義・浅井恵倫台湾資料研究』（2005） ISBN 4-87297-900-1